# Volt (berg i Bulgarien)
Volt (bulgariska: Волът) är ett berg i Bulgarien. Det ligger i regionen Vratsa, i den västra delen av landet, 50 km norr om huvudstaden Sofia. Toppen på Volt är 1 120 meter över havet, eller 8 meter över den omgivande terrängen. Bredden vid basen är 0,11 km. Volt ingår i Vratjanska Planina.
Terrängen runt Volt är kuperad åt nordväst, men åt sydost är den bergig. Närmaste större samhälle är Vratsa, 7,0 km norr om Volt. 
I omgivningarna runt Volt växer i huvudsak lövfällande lövskog. Runt Volt är det ganska tätbefolkat, med 111 invånare per kvadratkilometer.